# マトロック・タウンFC
マトロック・タウン・フットボールクラブ（Matlock Football Club）は、イングランド、ダービーシャー、ダービーシャー・デールズ、マトロックを本拠地とするサッカークラブチームである。2012-2013シーズンはノーザンプレミアリーグ・プレミアディヴィジョン（7部相当）に所属。

## 名称変更
- 1878-1946 マトロックFC
- 1946-現在 マトロック・タウンFC

## タイトル

### 国内タイトル
- FAチャレンジトロフィー:1回

1974-1975
- ノーザンプレミアリーグカップ:1回

1977-1978
- ノーザンプレミアリーグシールド:1回

1978-1979
- ユニボンド・チャレンジカップ:1回

2004-2005
- ダービーシャー・シニアカップ:7回

1974/1975,1976/1977,1977/1978,1983/1984
1984/1985,1991/1992,2003/2004
- セントラルアリアンス・ノースディヴィジョン:2回

1959-1960,1960-1961
- ミッドランドカウンティーズリーグ:2回

1961-1962,1968-1969
- ダービー・ディヴィジョナルカップ（ノース）:1回

1961-1962

### 国際タイトル
- なし